# Squillace
Pour les articles homonymes, voir Squillace (homonymie).
Squillace est une commune italienne de la province de Catanzaro, dans la région Calabre. Elle constitue un important site archéologique et demeure une station balnéaire réputée.

## Géographie
Le golfe de Squillace, s'ouvrant sur la mer Ionienne par une rade de 69 kilomètres pour une flèche de 25, ne peut rendre que peu de services à la navigation.
La ville historique (Squillace Superiore ou Squillace Antica) se dressait sur trois collines d'environ 345 m d'altitude. Deux torrents, l’Alessi et le Ghetterello, dévalaient des coteaux vers la mer. La citadelle surplombant le golfe occupe une position stratégique ; alentour ont grandi les quartiers de Squillace Marina (appelé aussi Squillace Lido ou Squillace Scalo) et de Fiasco Baldaia.

### Hameaux
Fiasco Baldaia, Scalo (Squillace Lido), Piscopio, Colazzocca, Madonna del Ponte, Impise, Gebbiola, Poveromo, Mandrelle, Tri Cerzi (en italien "Tre quercie"), Porte, Perroncino, Fontana nuova, Fontana vecchia, Cappuccini, Ghetterello, Santa Chiara, San Domenico, Porta Giudaica, Rione Castello

### Communes limitrophes
Amaroni, Borgia, Catanzaro, Girifalco, Montauro, Palermiti, Stalettì, Vallefiorita.

## Histoire
Selon la tradition généralement acceptée dans l'Antiquité, la colonie grecque de Scylletium aurait été fondée par des soldats de l'Athénien Ménesthée au retour de la guerre de Troie ; mais si une légende toujours vivace attribue, elle, sa fondation à Ulysse, on ne peut accorder de crédit à aucun de ces récits, car aucune source historique ne mentionne la ville comme une colonie grecque, et encore moins une colonie athénienne : ni le catalogue des cités grecques d'Italie de Scylax, ni celui de Scymnos de Chio ne la nomment, et on ne trouve aucune allusion à des origines athéniennes chez Thucydide à l'époque de l'expédition athénienne en Sicile. Et nous savons même par Diodore qu’elle ne nourrissait pas vraiment de sentiments amicaux envers les Athéniens : il semble en effet qu'à la grande époque des colonies grecques, c'était une résidence peu prisée, simple dépendance de Crotone, à laquelle elle demeura assujettie jusqu'à ce que Denys l'Ancien s'en empare et attribue ses terres aux Locriens. Comme son nom n'est pas davantage cité à propos de la campagne d’Hannibal dans le Bruttium, il semble qu'elle était encore une petite localité sans importance à l'époque de la deuxième guerre punique, bien que le camp du général carthaginois (Castra Hannibalis) eût dû se trouver dans les abords immédiats de Scylletium.  
En 124 av. J.-C., les Romains y envoyèrent des colons à l’instigation du tribun C. Gracchus, et la colonie semble avoir été rebaptisée Minervium ou Colonia Minervia pour l’occasion. Velleius orthographie le nom « Scolatium », et l'on trouve aussi la forme voisine Scolacium dans une inscription du règne d’Antonin le Pieux, ce qui permet de penser que la ville aurait accueilli de nouveaux colons sous le règne de Nerva. Scylletium devient alors florissante, et continue de prospérer tout au long de  l’Empire romain. Au Ve siècle, elle voit la naissance du sénateur Cassiodore, le fondateur du Vivarium, un monastère où cohabitaient moines cénobites et ermites. Cassiodore a laissé un témoignage détaillé (quoiqu’empreint d’effets rhétoriques) de la beauté du site, et de la fertilité des terres environnantes. Les écrits de Cassiodore mentionnent déjà la production locale de céramique, très prisée dans tout l'Empire.
Scolatium devient « Squillace » au Moyen Âge.
Squillace sera prise par les Normands en 1060 et intégrée au duché de Calabre. En 1130, le duché de Calabre est intégré au royaume de Sicile. Au milieu du XIIe siècle, on trouve à la tête du comté de Squillace un certain Évrard (petit-fils par sa mère Béatrice de Thomas de Marle), qui participa en 1156 à une révolte de barons opposés au roi Guillaume Ier de Sicile, et qui sera capturé, aveuglé et emprisonné par ce dernier après la maîtrise de la rébellion. En 1177, le comté de Squillace est dirigé par le comte Alphonse qui participa à Palerme au mariage du roi Guillaume II de Sicile avec la princesse Jeanne d'Angleterre.
Sous le règne du roi Charles Ier de Sicile (1266-1285), le comte de Squillace Tommaso di Marzano (Thomas de Marzan), fut grand-amiral du royaume de Sicile.
En 1494, Jofré, fils du pape Alexandre VI Borgia, devient le premier prince de Squillace. Son fils aîné, François (Francesco), héritera de la principauté et ses descendants resteront à la tête de Squillace jusqu'en 1735.

## Économie
Station balnéaire réputée et centre historique de production de céramique, Squillace vit aujourd'hui principalement du tourisme.

## Culture
- Cathédrale de Squillace
- Château de Squillace

## Démographie
Recensement

## Galerie

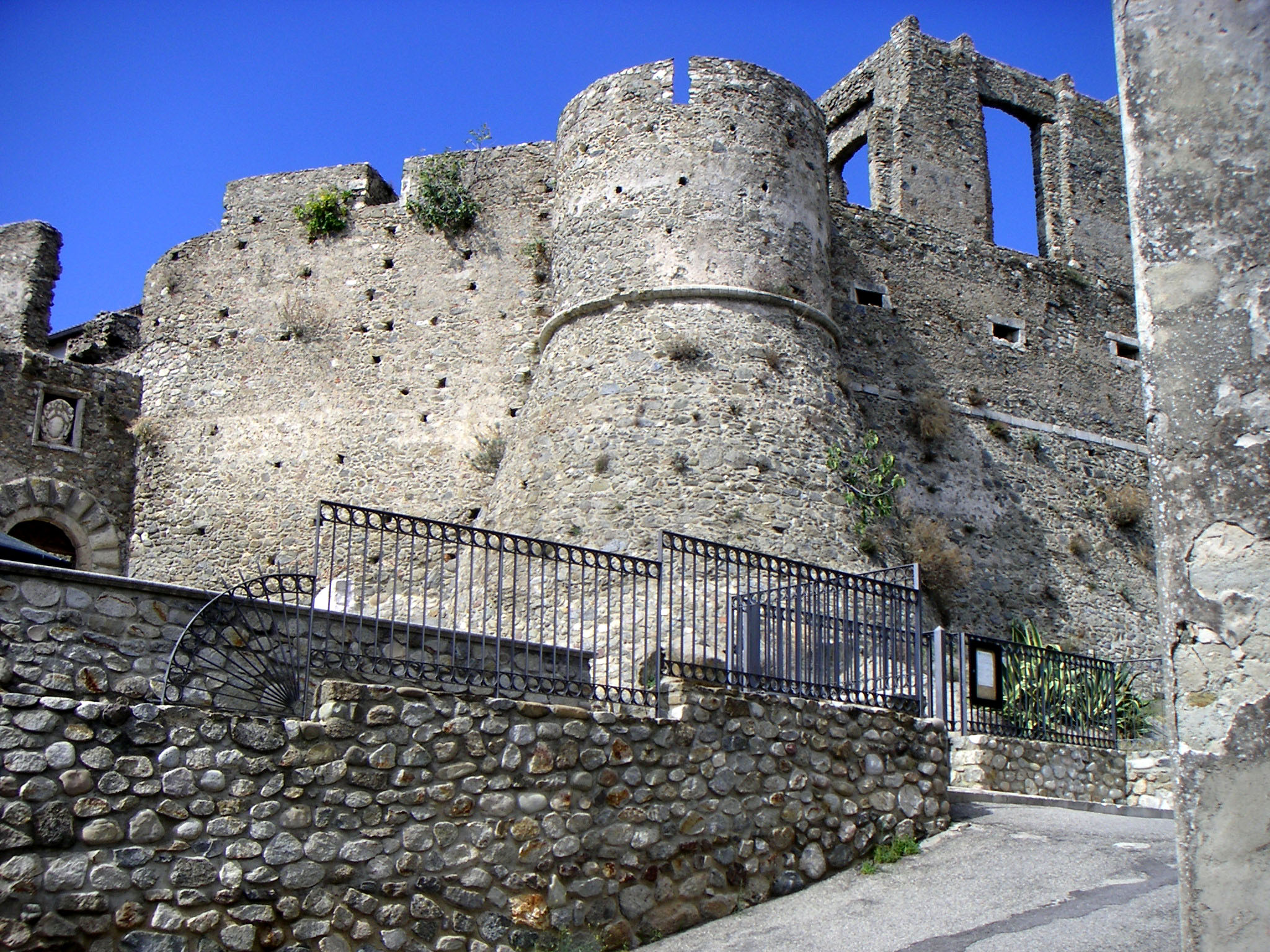
Le château fort.
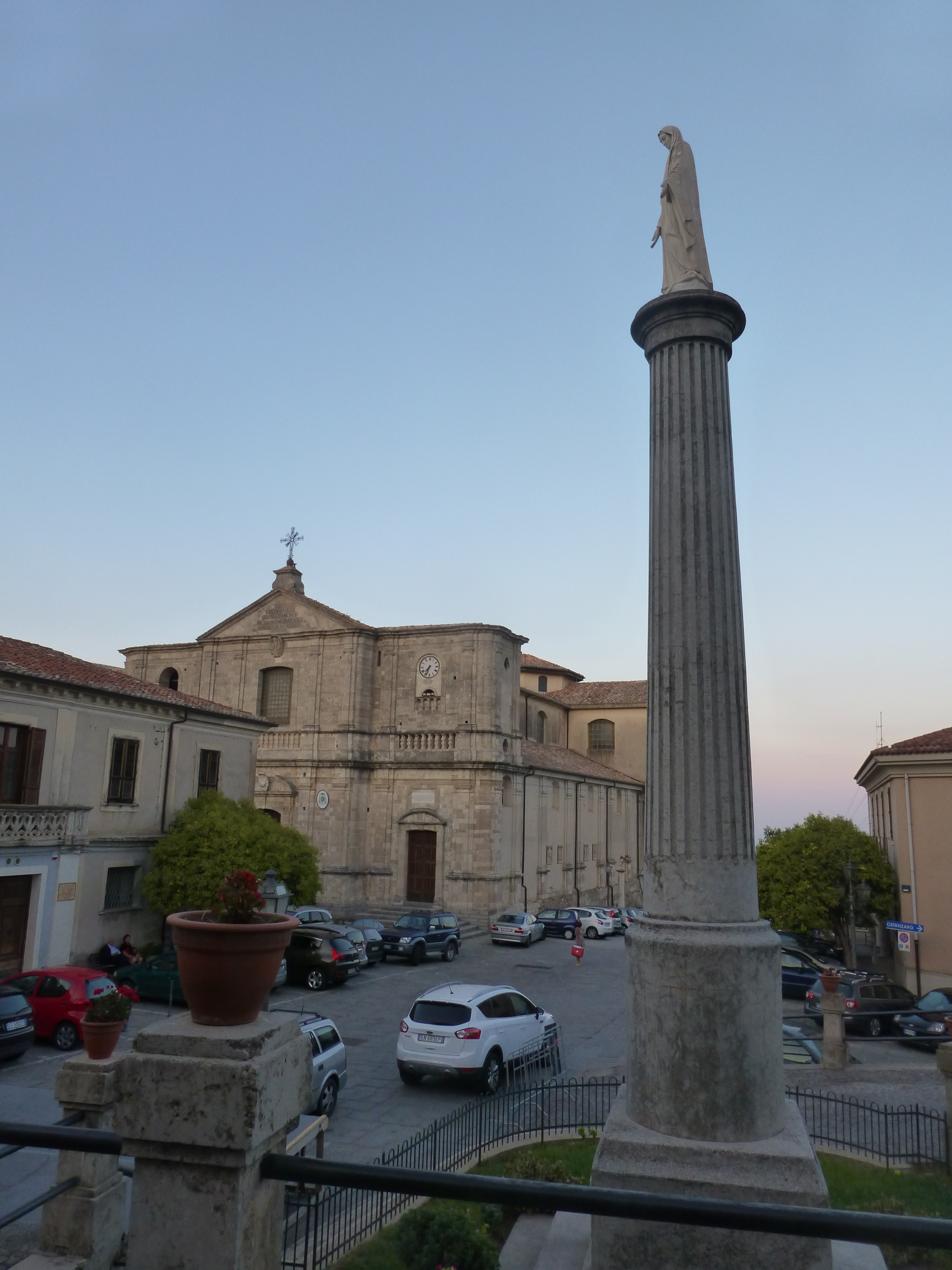
La colonne de l'Immaculée Conception (1954) et la cathédrale de Squillace.
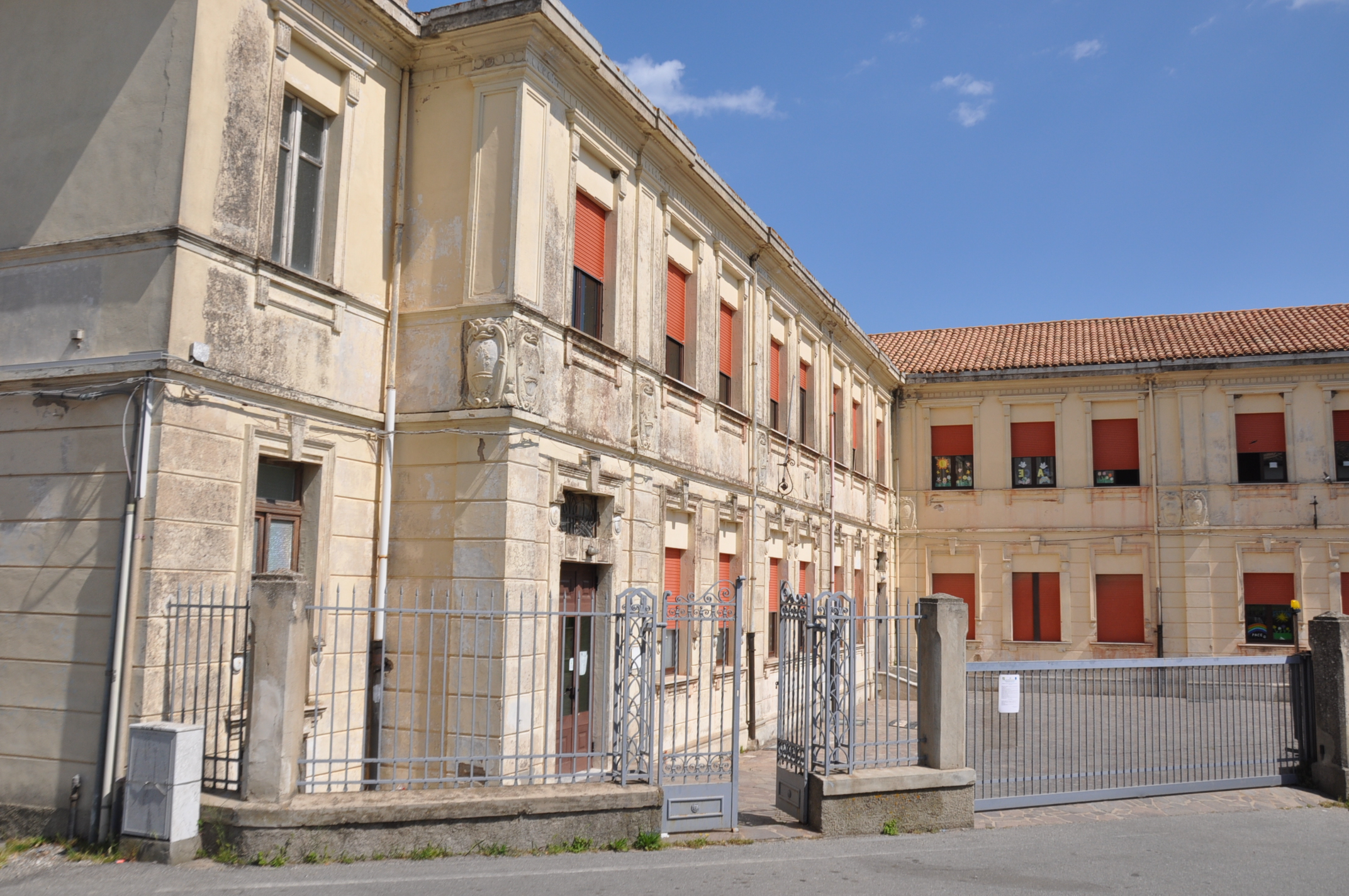
L'école.
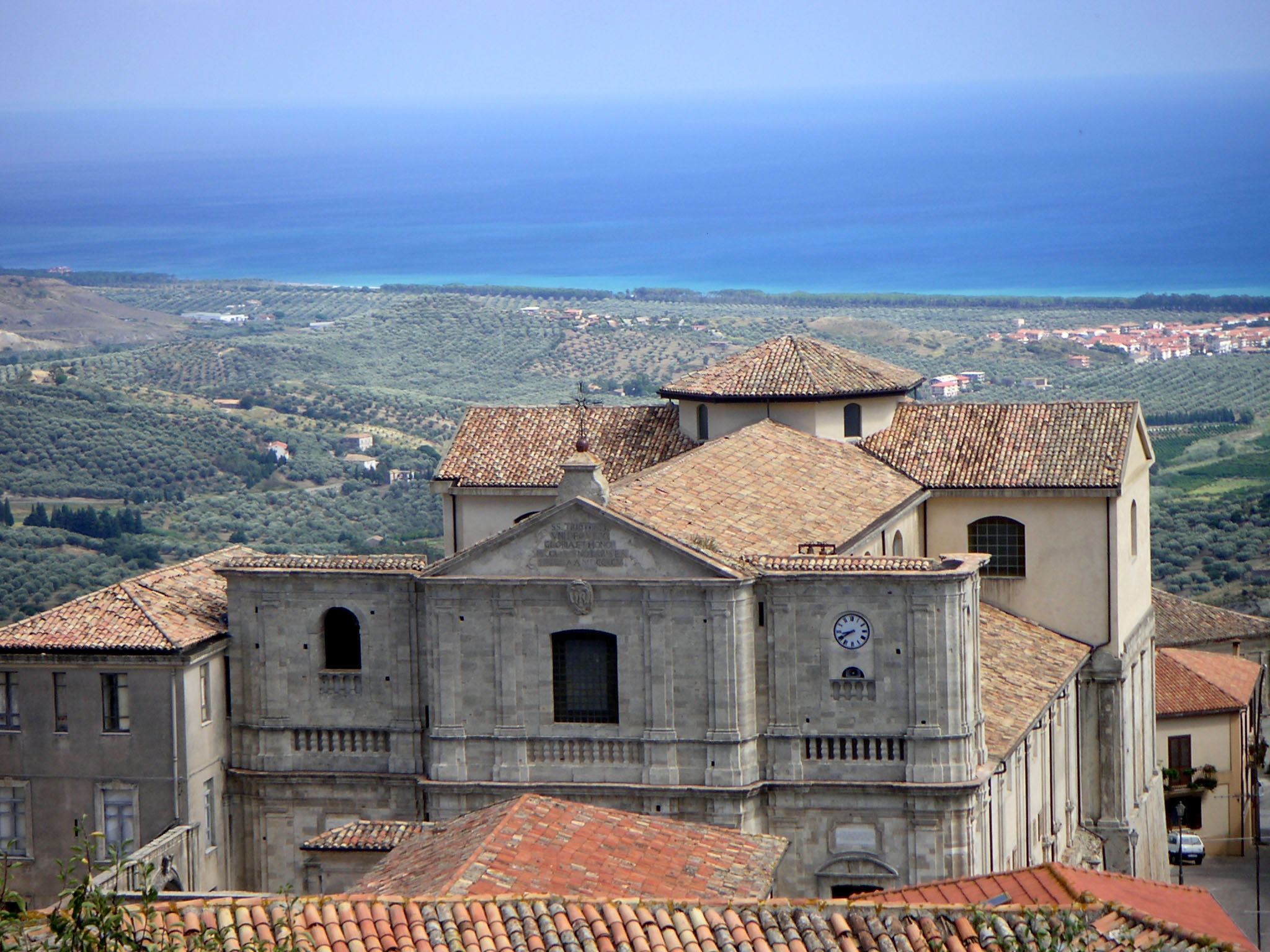
Vue sur la mer depuis le haut de la cathédrale.

## Administration
| Période | Période  | Identité         | Étiquette | Qualité |
| ------- | -------- | ---------------- | --------- | ------- |
| 1999    | 2004     | Guido Mantella   |           |         |
| 2004    | 2009     | Guido Rhodio     |           |         |
| 2009    | 2014     | Guido Rhodio     |           |         |
| 2014    | 2019     | Pasquale Muccari |           |         |
| 2019    | En cours | Pasquale Muccari |           |         |

## Personnalités liées
- Guglielmo Pepe (1783, Squillace - 1855, Turin).
- Florestano Pepe (1778, Squillace - 1851, Naples).
- Cassiodore (485, Squillace - 580, Squillace).
- Leopoldo de Gregorio, marquis d'Esquilache (1699, Messine - 1785, Venise), Esquilache étant le nom espagnolisé de Squillace.